# Monasterio de los Jerónimos de San Pedro (La Ñora)
El monasterio de los Jerónimos es un conjunto monumental situado en la pedanía de Guadalupe (Murcia, Región de Murcia), entre dicha localidad murciana y la de La Ñora. El monasterio procede de otro anterior fundado en 1579 en un lugar cercano que se conoció como la Ñora de Abajo, de ahí que en los capítulos monásticos de la orden fundacional se le titulara como monasterio de San Pedro de la Ñora, denominación que se mantuvo en su nuevo edificio, aunque dicho nombre cayó en desuso tras la exclaustración de la orden jerónima en 1835, conociéndose desde entonces como monasterio de Los Jerónimos.
El edificio actual comenzó a construirse hacia 1702, en sustitución del primitivo y pequeño convento, obras que se inauguraron sin completar el 1 de febrero de 1738. La obra fue ideada y dirigida por el arquitecto y monje jerónimo fray Antonio de San José, eligiéndose para ello un altozano desde el que se divisa la ciudad y huerta de Murcia. El conjunto monástico es popularmente conocido como Escorial Murciano. Actualmente acoge las dependencias de la Universidad Católica San Antonio de Murcia (UCAM).

## Historia
Fundado con el nombre de San Pedro de la Ñora, tomando la misma nomenclatura que la parroquia de dicha localidad, el monasterio fue instituido en La Ñora en 1574-1578 por Alonso Vozmediano de Arróniz, militar y señor de los lugares de la Añora Alta y Añora Baja, dotándolo con todos sus bienes y hacienda en dicho lugar para vincular su linaje y sus triunfos militares a una inmortalidad que no le hubieran dado las armas, y disponer así de una iglesia donde fuera enterrado, como figura en la herencia del mismo a la orden de San Jerónimo en 1579, año en que la misma tomó posesión.
Al hallarse situada la casa fundacional en una zona que era presa fácil de las continuas crecidas del río Segura, se decidió su traslado a un sitio más idóneo para salvaguardarlo de las riadas. Se contempló más de una zona desde décadas anteriores; pero entre las numerosas propiedades que los monjes poseían se eligió un altozano existente en la jurisdicción de Guadalupe, un lugar con una amplia panorámica sobre los caseríos de la huerta y la ciudad de Murcia. 
El nuevo conjunto de convento e iglesia fue proyectado por el monje jerónimo fray Antonio de San José, arquitecto que desde entonces se le conoció popularmente como el "fraile de la Ñora", siendo inaugurado por el obispo de Cartagena Tomás José Ruiz Montes, el 1 de febrero de 1738. Parece ser que el monasterio ya estaba finalizado años antes que la iglesia, inaugurada en la fecha anteriormente indicada. Desde entonces, los frailes recibieron legados y donaciones que enriquecieron económica y artísticamente el nuevo edificio.
Los monjes Jerónimos del monasterio colonizaron zonas de la Huerta de Murcia, no solo de La Ñora y Guadalupe, sino también los marjales de la Urdienca (al sur de Cobatillas, lo que actualmente es Orilla del Azarbe).
Hacia primeros del siglo XIX habitaban el monasterio veintiséis religiosos. Importantes fueron los servicios prestados por los mismos durante la Guerra de la Independencia, la fiebre amarilla de 1811-1813, el hambre y otras calamidades, siendo fuente de abundantes subsidios y asilo de autoridades.

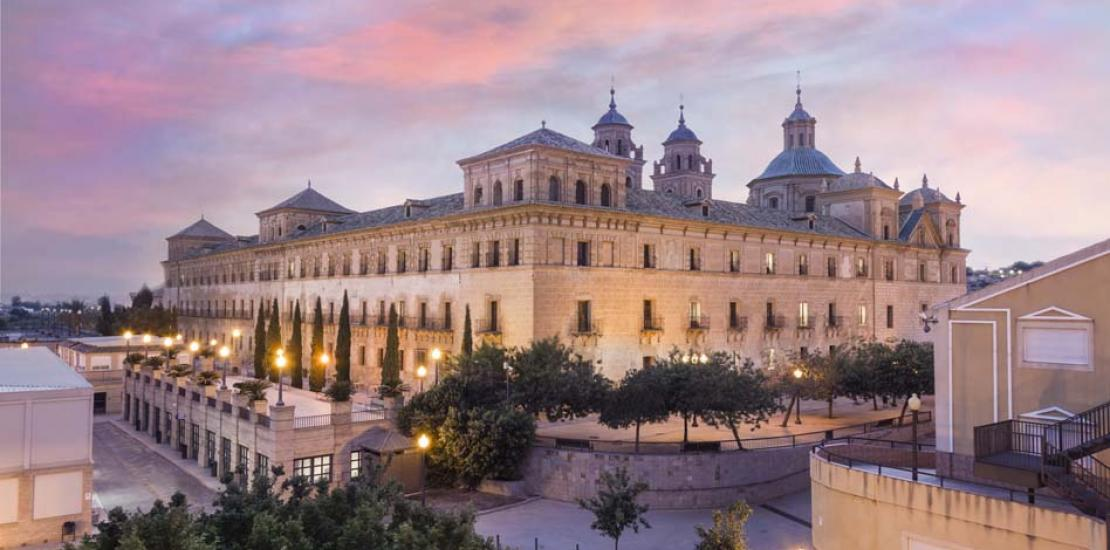
Vista trasera del Monasterio de los Jerónimos

En el período revolucionario de 1820, el Monasterio fue extinguido y pasó a propiedad del Estado; los religiosos lo pudieron recuperar después de 1823, pasado el Trienio Liberal, aunque no ocurrió igual con las propiedades territoriales que habían poseído fuera del convento (en Guadalupe, La Ñora, Urdienca y Avileses). Una década más tarde llegó la exclaustración y expulsión definitiva de la orden, concretamente en el verano de 1835, siguiendo la desamortización de cuanto le quedaba al monasterio. Por falta de licitadores, el edificio de Los Jerónimos no pudo subastarse, siendo entregado a la diócesis de Cartagena en los acuerdos del Concordato del Estado español y la Santa Sede de 1851. 
Desposeídos de sus bienes, la Orden dispersó a sus moradores. Entre tanto, el abandonado edificio sirvió para morada de enfermos del Manicomio de Murcia, durante el cólera de 1855, también para los asilados de la Casa de Misericordia; así como hospital de sangre en el período del Cantón Murciano.
A partir de la desamortización el monasterio sufrió numerosos saqueos y abandonos. Por iniciativa del obispo Francisco Landeira pudo ser restaurado y librado de la ruina, gracias a las autoridades eclesiásticas y a una suscripción promovida entre el clero de la diócesis.
En 1878 el obispo Diego Mariano Alguacil lo cedió a la Compañía de Jesús, que lo usufructuó durante aproximadamente un siglo, a cuya casa denominaron convento de San Jerónimo, habilitándolo sucesivamente para noviciado de la Compañía, terceronato jesuítico, escuela de primeras letras, centro de formación profesional, casa de ejercicios espirituales, etc. La presencia activa de jesuitas en la zona provocó un inusitado fomento de vocaciones que ingresaron en la orden masculina, muy especialmente en localidades como Guadalupe y Molina de Segura, así como de la propia ciudad de Murcia. Indicar además que, por esta razón, la Compañía de Jesús instalada en tierras murcianas tiene desde 1879 su importante panteón en el cementerio parroquial de Guadalupe, donde durante un siglo estuvo instalada la orden. 
Durante la  Guerra Civil (1936-1939) el gobierno de la República Española dispuso de este edificio y sus anejos como centro de instrucción básica para reclutar nuevos pilotos del Ejército de Aviación republicano, que a continuación se formaban en academias militares de Francia y Rusia. De esa época era el cuerpo de guardia existente a la entrada de la explanada (derruido en 2007) y los pabellones militares que han sido utilizados por el actual centro universitario de la UCAM; el primero cerraba el recinto y favorecía la existencia de un acceso único a las instalaciones militares. El jefe del gobierno republicano, doctor Juan Negrín, estuvo aquí el 22 de febrero de 1939, un mes antes de que finalizase la Guerra Civil; tras la misma, volvió a ser ocupado por los jesuitas a finales de 1942, quienes lo abandonaron después de 1970, aunque la devolución al Obispado del usufructo del monasterio no se efectuó hasta 1984. 
Parte del edificio también fue habitado por la orden de religiosas Esclavas de Cristo Rey, que permanecieron en él hasta 1993, por trasladarse entonces a un nuevo convento y casa de oración (ejercicios espirituales) que en dicho año inauguraron en el mismo pueblo de Guadalupe, en la avenida de Los Jerónimos.
En 1981 fue declarado Bien de Interés Cultural.
Desde 1996 está cedido por el obispado de Cartagena a la Fundación Universitaria San Antonio para la ubicación de la Universidad Católica del mismo nombre (UCAM), encomendándole su gobierno y gestión.

## Arquitectura
Su exterior es de una considerable desnudez decorativa, de materiales pobres, ladrillo y tapial, si bien la noble fachada crea en el segundo cuerpo unos planos que contrastan con la sobria y cúbica disposición general del edificio.
La iglesia del monasterio tiene planta de cruz latina y fachada en ladrillo visto, puerta con arco de medio punto y dos esbeltas torres, coronadas con cúpulas de teja vidriada con el característico azul del barroco murciano. El templo tiene una cúpula poligonal señalada al exterior con unas columnas en las esquinas y una linterna de claroscuro muy acusado y de considerables dimensiones.

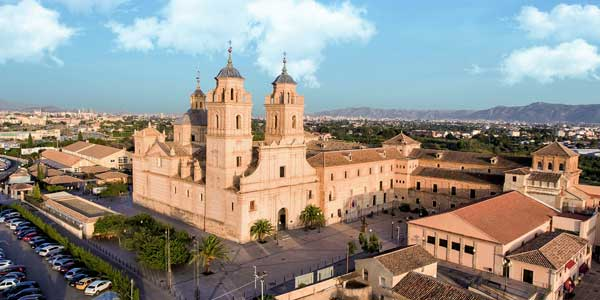
Exterior de la iglesia del Monasterio de los Jerónimos

La fachada actual tiene una construcción desnuda realizada en ladrillo. Las mencionadas torres gemelas están divididas en dos cuerpos de planta cuadrada y un tercero que presenta menor altura, de planta octogonal con contrafuertes y cubierta cuculiforme. 
El interior de la iglesia es plenamente barroco, cubriéndose de una decoración mucho más rica. En la bóveda, sobre las ventanas, hay figuras de gran relieve de los Padres de la Iglesia Oriental y Occidental. La decoración de los capiteles en estuco se mueve dentro de la tradición del seiscientos español. Lo mismo se puede apreciar en el claustro, en el que se puede destacar su rica cornisa.
La construcción del complejo monástico se concibe para disponerse en torno a dos claustros, uno de los cuales nunca llegó a ejecutarse, aun así es una construcción de imponentes dimensiones que siempre se ha contemplado desde la distancia como una singularidad en mitad de la feraz huerta murciana, por desgracia cada día va perdiendo más protagonismo como edificio de referencia, rodeado de urbanizaciones en el entorno.
En el exterior se encuentra con la mayor parte de los recubrimientos desaparecidos, especialmente en la zona de entrada a lo que fue clausura y a la iglesia, viéndose actualmente el ladrillo al descubierto, aunque aún conserva restos de los artísticos estucos de recubrimiento en las fachadas este y sur, con decoraciones barrocas en tonos blanco y almagra, que de no frenar su deterioro se perderán definitivamente.
El monasterio cuenta con tres plantas:
1. Planta baja, rodea al espectacular claustro barroco, muy decorado con elementos similares en su inspiración a las yeserías del interior de la iglesia. Tiene techos abovedados y arcos, actualmente con ventanas acristaladas. Se comunica con la siguiente planta mediante tres escaleras, destaca la del ala suroeste del claustro según la tipología de escalera imperial y también muy decorada en su frontal con el mismo estilo del resto de decoraciones. En esta planta estaría situado el Refectorio y la Sala Capitular.
2. La planta primera estaba destinada a las celdas, y también está abovedada. Tiene balcones hacia el claustro.
3. La planta segunda es de menor altura y estaba destinada a dormitorio de los novicios.

La Iglesia está situada en el lado noroeste del claustro. Consta de planta basilical de tres naves con cuatro tramos precedida de un nártex. El crucero está cubierto por una cúpula octogonal sobre tambor, con ventanas entre pilastras y rematada por una linterna rodeada de pilastras de sección semicircular.
La decoración de los muros y bóvedas alterna las yeserías figurativas y de rocallas con la pintura mural, todas de carácter barroco y que se da por fechada en su mayor parte entre 1720 y 1740, obra atribuida al artífice José Balaguer, quien anteriormente había realizado la labra de la fachada y las yeserías interiores de la Iglesia de La Merced de Murcia.
En los cascos de las bóvedas aparecen figuras de los Padres de la Iglesia oriental y occidental y en el anillo se colocan rítmicamente parejas de niños. En las pechinas están representados los cuatro evangelistas con sus símbolos.
El resto de la iglesia está realizado en materiales pobres, ladrillo y tapial principalmente. Se mezclan elementos geométricos con la exuberante decoración, en los marcos de las ventanas se crea un copete decorado como si de unas rocallas se tratase.
En los muros se mezclan relieves de distintos motivos de yesería con pinturas de pan de oro lineales y guirnaldas. Toda la ornamentación se realza con el color azul y albero. En las cornisas aparece también una seriación de policromías.
El coro, ubicado a los pies de la iglesia, se levanta sobre un arco carpanel, habiendo perdido parte de la bóveda al haber sido colocada en época posterior una cancela o portal de obra bajo una cuarta parte de la misma.
El exterior es de una gran desnudez decorativa, que se veía enriquecida con los estucos de recubrimiento desaparecidos, aunque la fachada crea en el segundo cuerpo unos planos cóncavos que contrastan con la disposición cúbica del edificio. Actualmente se ve la construcción desnuda, realizada en ladrillo.
Las torres gemelas están divididas en dos cuerpos de planta cuadrada y un tercero que presenta menor altura de planta octogonal con contrafuertes y cubierta cupuliforme.
El retablo es de posterior ejecución (1780). Se trata de una obra de transición entre el barroco y el clasicismo formal, ha perdido algunos elementos originales y tiene como guía la fachada de la catedral de Murcia.
Con motivo de la reciente restauración del interior de la iglesia, se han descubierto en las bóvedas de las capillas laterales una sencilla decoración en tonos azules de estilo barroco, que ha sido rescatada, así como en las dos capillas próximas al crucero del lado del evangelio, que según la iconografía aparecida corresponden a la Dolorosa y a San José, donde la decoración cobra carácter rococó, jugando con la plata corlada y una pintura mucho más elaborada.
Además de Fray Antonio de San José aparecen otros artistas: Un portugués, sin consignar su nombre; Balaguer, escultor de los modillones del coro; D. Manuel, pintor de los cuadros que presidían los altares de la iglesia; Juan Gracia, pintor de siete capillas y el altar mayor; Fray Diego Francés, finales del siglo XVIII, se le atribuye la mayor parte de las imágenes que adornaban la iglesia.
A partir de esta fecha los monjes reciben donaciones que enriquecen el convento.

## Obras de arte
Declarado Monumento Histórico-Artístico Nacional (6 de marzo de 1981) ha sido restaurado externamente.
En el “Catálogo Monumental de Murcia” de 1905-07 aparece la siguiente descripción del Monasterio: 

El edificio es grandioso, de vastas proporciones, sólida construcción y severo estilo clásico que contrasta con los recargados exornos churriguerescos que ostenta el templo, en cuyo presbiterio lucían las doradas tablas del retablo mayor (hoy desaparecido y sustituido por otro neoclásico de menos calidad), recargado de hojarasca y angelotes en el zócalo, en el entablamento, en las hornacinas y en el frontón circular que lo remata figurando en el centro sobre una nube de gloria la efigie de la Fe entre dos ángeles vestido de colosal tamaño. Barrocas las demás esculturas colocadas en las repisas y hornacinas laterales, como la de San Miguel, que ocupa la central, son, sin embargo, obras más correctas y demuestran que fue otro artista más hábil el que las talló. En el crucero, al lado del Evangelio, fue construido el sepulcro del fundador don Alonso Vozmediano de Arróniz, Alcalde e Capitán General de Iusticia mayor que fue de la fortaleza de Bujía por el Emperador don Carlos e Señor de los dos lugares de La Ñora.

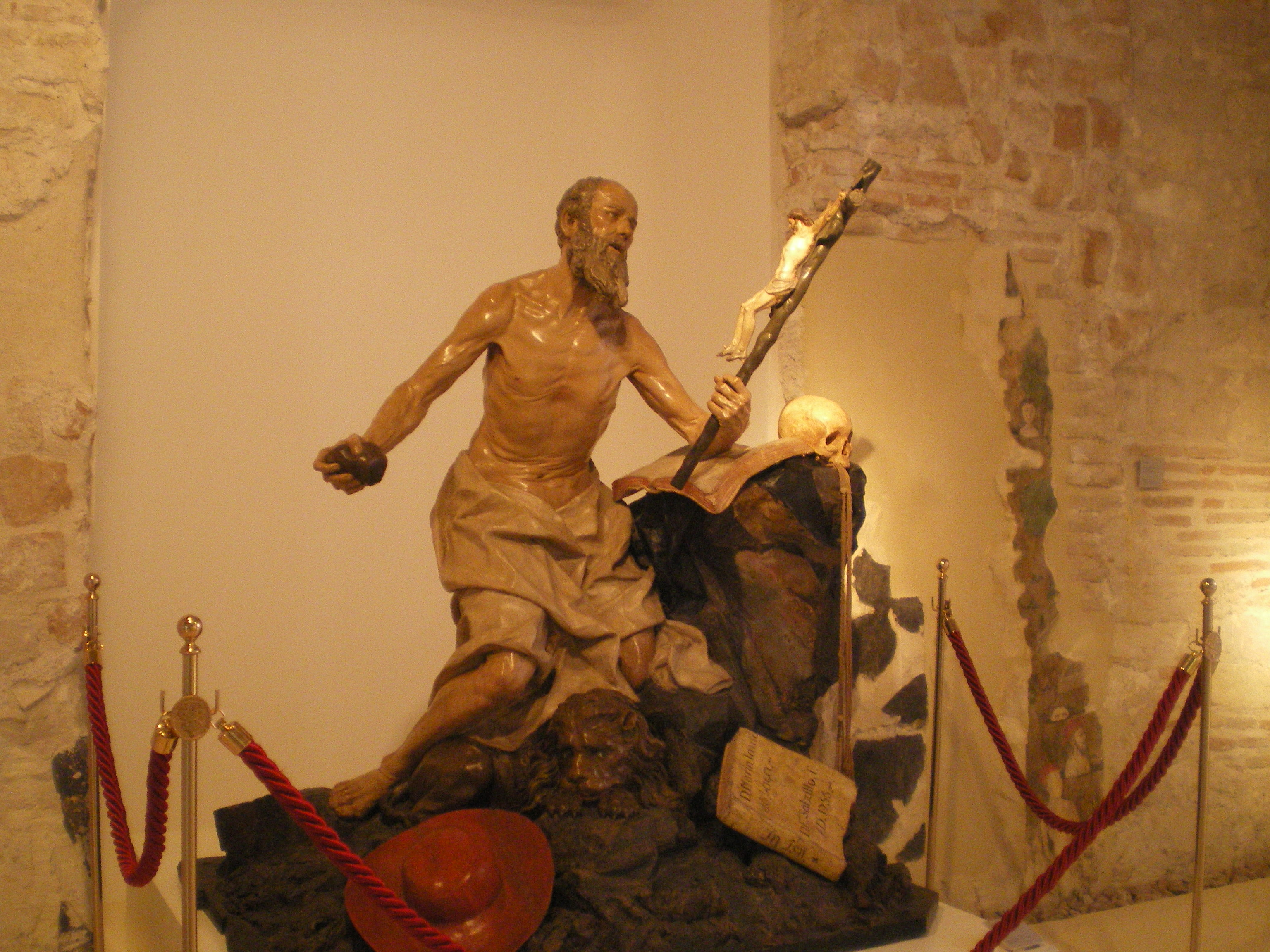
San Jerónimo, de Francisco Salzillo. Actualmente en el museo de la Catedral de Murcia

Entre las obras de arte que contaba el Monasterio destaca el San Jerónimo penitente de Francisco Salzillo (hoy en el Museo de la Catedral de Murcia) que se situaba en la capilla absidal del lado de la epístola y una Dolorosa atribuida al mismo autor (actualmente en una colección privada en Murcia). La mayoría de esculturas fueron trasladadas al Convento de las Agustinas del Corpus Christi, en Murcia, y otras muchas desaparecieron. Entre otros objetos artísticos procedentes de La Ñora que fueron a parar a esta última Iglesia destaca: Un órgano, una Inmaculada, atribuida a Salzillo (actualmente en la Catedral), y dos ángeles orantes que en un principio fueron a la capilla de Ntra. Sra. De la Arrixaca en San Andrés. En el camarín del retablo mayor de la Iglesia de San Andrés se recolocó la escultura del mismo santo, también atribuida a Salzillo, un Cristo de las Ánimas también del mismo escultor; un San Roque, tal vez del taller de Salzillo y dos ángeles arrodillados ante un crucifijo, y una imagen de San Antonio junto con numerosos cuadros que fueron reubicados en la Catedral.
El retablo puede fecharse en torno a la década de 1780. Se trata de una obra de transición entre el barroco y el clasicismo formal, aunque ha perdido algunos elementos originales y tiene como guía la fachada de la Catedral de Murcia.
En la hornacina central se situó el grupo escultórico de San Pedro y Jesús; en los paramentos laterales, San Jerónimo y Santa Inés de Montepulciano, y en el ático, la Virgen flanqueada por dos ángeles. El banco incorpora atributos del titular de la iglesia (tiara, llaves y cruz papal), entre otros.
La decoración se concentra en determinados puntos de la estructura y es en el banco en donde adquiere mayor relevancia. Se combinan motivos de diversos carácter como animales fantásticos, elementos arquitectónicos y vegetales, jarrones, etc.

## El pimiento en España
El pimiento para pimentón fue introducido en España, procedente del nuevo mundo, por Cristóbal Colón, en 1493, y ofrendado a los Reyes Católicos en el Monasterio de Guadalupe. Probablemente fueron los monjes Jerónimos de este monasterio los que extendieron el cultivo por cada uno de sus conventos, llegando así al monasterio de Yuste, en la comarca extremeña de la Vera, desde donde pasó al monasterio de esta orden en Murcia, de cuyo nombre proviene la identificación de la cáscara seca de pimiento con el sinónimo de "ñora". Esto dio lugar, con el paso de los años, a que en España hubiese dos importantes zonas pimentoneras, la comarca de la Vera y la de la Huerta de Murcia.
[cita requerida]